# جون باراسو
جون أنتوني باراسو الثالث (بالإنجليزية: John Anthony Barrasso III)‏ هو سياسي أمريكي من الحزب الجمهوري ولد في يوم 21 يوليو 1952 في مدينة ريدينغ في بنسيلفانيا. أكمل دراسة علم الأحياء في جامعة جورجتاون. هو عضو في مجلس الشيوخ الأمريكي كممثل عن ولاية وايومنغ منذ سنة 2007.